# 구루마자키진자역
구루마자키진자역(일본어: 車折神社駅, くるまざきじんじゃえき)은 일본 교토부 교토시 우쿄구에 있는 게이후쿠 전기 철도 아라시야마 본선의 역이다. 역 번호는 A10이다.

## 역사
- 1910년 3월 25일: 아라시야마 전차 궤도의 구루마자키진자우라역(일본어: 車折神社裏駅, くるまざきじんじゃうらえき)으로 영업 개시.
- 1918년 4월 2일: 회사 합병에 의한 교토 전등이 경영하는 아라시야마 전철역이 됨.
- 1922년 6월 30일: 구루마자키역(일본어: 車折駅, くるまざきえき)로 역명 변경.
- 1942년 3월 2일: 노선 양도로 인한 게이후쿠 전기 철도의 역이 됨.
- 2007년 3월 19일: 구루마자키진자역으로 역명 변경.

## 역 구조
상대식 승강장 2면 2선의 구조이다. 역의 울타리나 기둥은 구루마 신사를 따서 붉게 칠해져 있다. 출입구는 아라시야마 방향 플랫폼(남쪽)에 구라마진자도리이 측에 1개 있다. 시조오미야 방향 플랫폼(북쪽)에는 양쪽으로 2군데 있다.

## 역 주변
- 구루마 신사(연예의 신양으로 알려져 있음.)
- 교토사가예술대학
- 교토 서우편국

## 인접역
| 게이후쿠 전기 철도 ■ 아라시야마 본선 | 게이후쿠 전기 철도 ■ 아라시야마 본선 | 게이후쿠 전기 철도 ■ 아라시야마 본선 |
| ------------------------------------ | ------------------------------------ | ------------------------------------ |
| A9 아리스가와 시조오미야 방면        |                                      | 로쿠오인 A11 아라시야마 방면         |